# Koyama Eitatsu
Koyama Eitatsu (japanisch 小山 栄達; geboren 17. März 1880 in Tokio; gestorben 18. August 1945) war ein japanischer Maler der Nihonga-Richtung.

## Leben und Werk
Koyama Eitatsu studierte zunächst Malerei im westlichen Stil (Yōga) unter Honda Kinkichirō (本多 錦吉郎; 1851–1921). Danach bildete er sich unter Suzuki Eigyō (鈴木 栄暁) und Kobori Tomoto (1864–1931) weiter. Er beschäftigte sich sowohl mit der Tosa-Schule als auch mit der konkurrierenden Kanō-Schule. Ein weiteres Beschäftigungsfeld war die volkstümliche Geschichtsmalerei, die er gründlich studierte.
1899 gründete er mit Yasuda Yukihiko und anderen die „Shikōkai“ (紫紅会), die sich nach dem Beitritt von Imamura Shikō (今村 紫紅) – bei gleicher Lesung – in (紅児会) umbenannte. 1905 wurde Koyama in der ersten Ausstellung nach dem Russisch-Japanischen Krieg beachtet, in den Jahren 1905 bis 1907 lieferte er Illustrationen für die Zeitung Hōchi Shimbun. 1907 wurde er auf der „Ausstellung zur Industrieförderung Tokio“ (東京勧業博覧会, Tōkyō kangyō hakurankai) für sein Bild Muneto (宗任), eine Darstellung des Adeligen aus der Heian-Zeit Abe no Munetō (1032–1108), mit einem dritten Preis ausgezeichnet.
1911 wurde Koyama zum ersten Mal mit seinem Bild Heisen (兵燹) auf der 5. „Bunten“ zugelassen. Danach stellte er regelmäßig auf der „Bunten“ und der „Teiten“ aus. Ab 1938 konnte er juryfrei ausstellen. Daneben war er auf den Ausstellungen der Shikokai und der „Sengakai“ (巽画会) zu sehen, wo er ebenfalls Mitglied war. 1917 gründete er mit Machida Kyokukō, Yazawa Gengetsu und anderen die Künstlergruppe „Geijutsusha“ (芸術社). 1931 war er auf der Ausstellung japanischer Malerei in Berlin zu sehen.
Weitere Werke Koyamas sind:
- „Taishūzei“ (大衆勢) – „Menschenmasse“,
- „Yagoro“ (矢頃) – „Bogenschuss“,
- „Raimei no jin“ (雷鳴之陣) – „Donnerlager“,
- „Shiomitsu yu“ (潮満つ夕) – „Abendflut“,
- „Washio Keishun“ (鷲尾経春) – „Washio Keishun“, ein Ritter aus der Heian-Zeit.

## Bilder

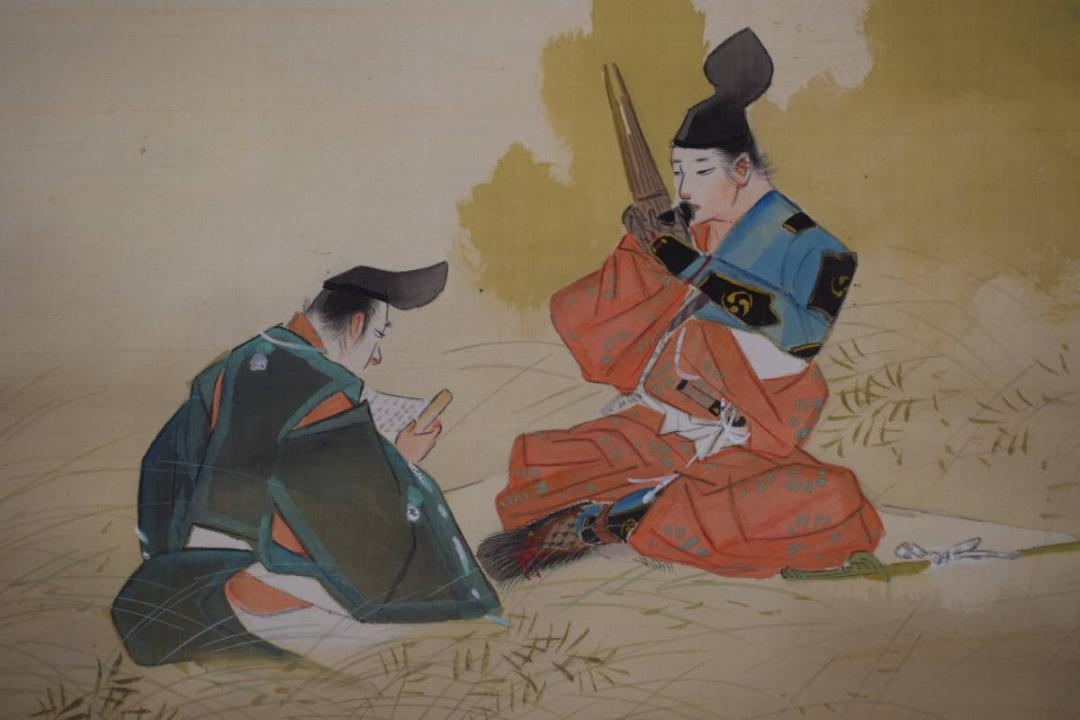
Flötenspiel
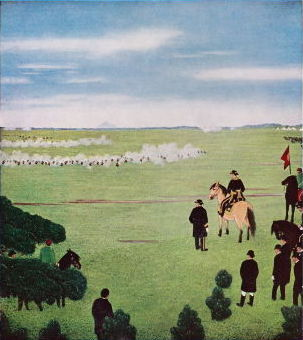
Der Kaiser besichtigt ein Manöver[A 3]
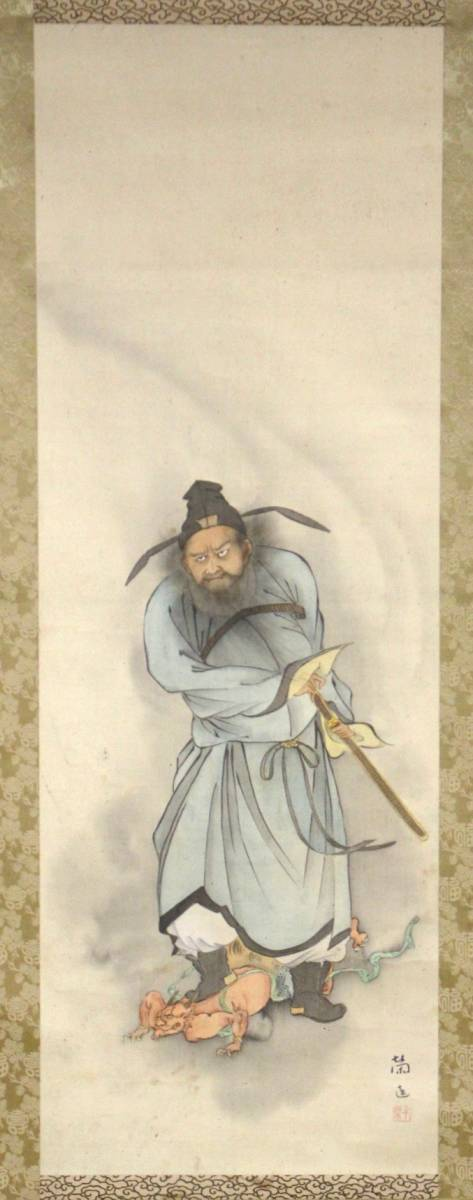
Zhōng Kui
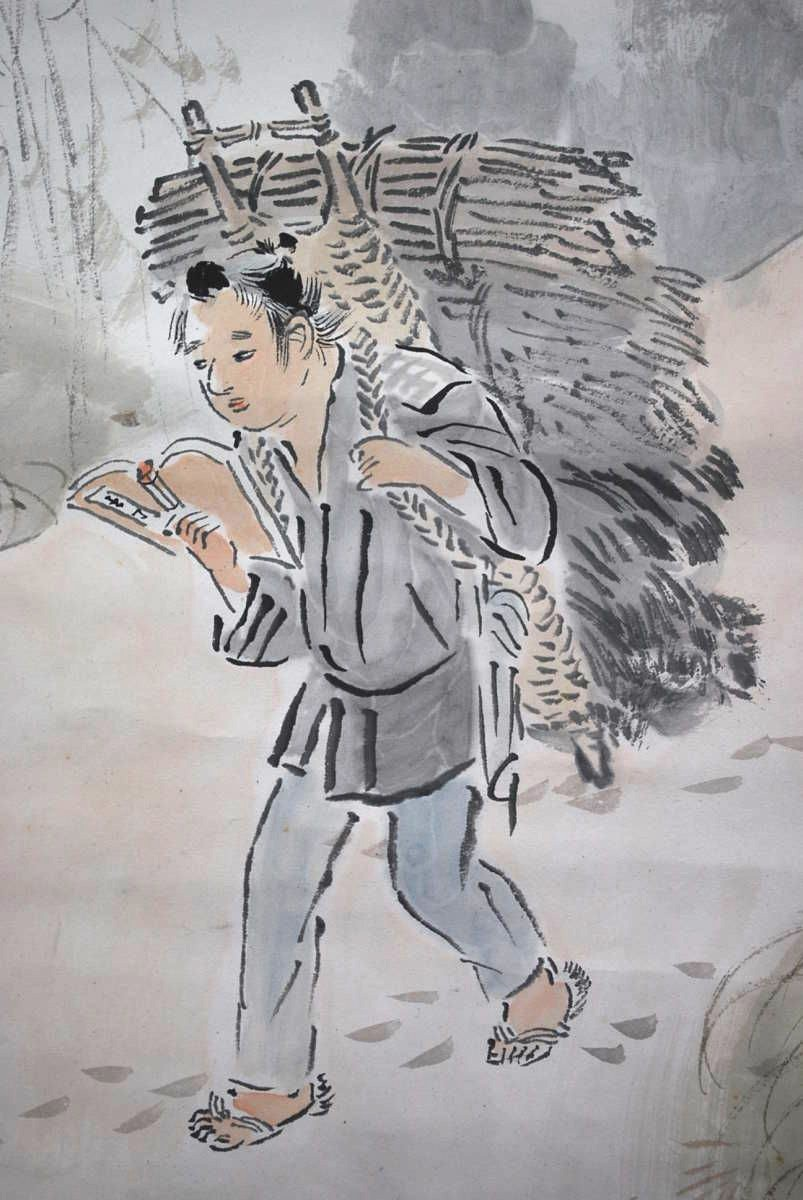
Ninomiya Sontoku
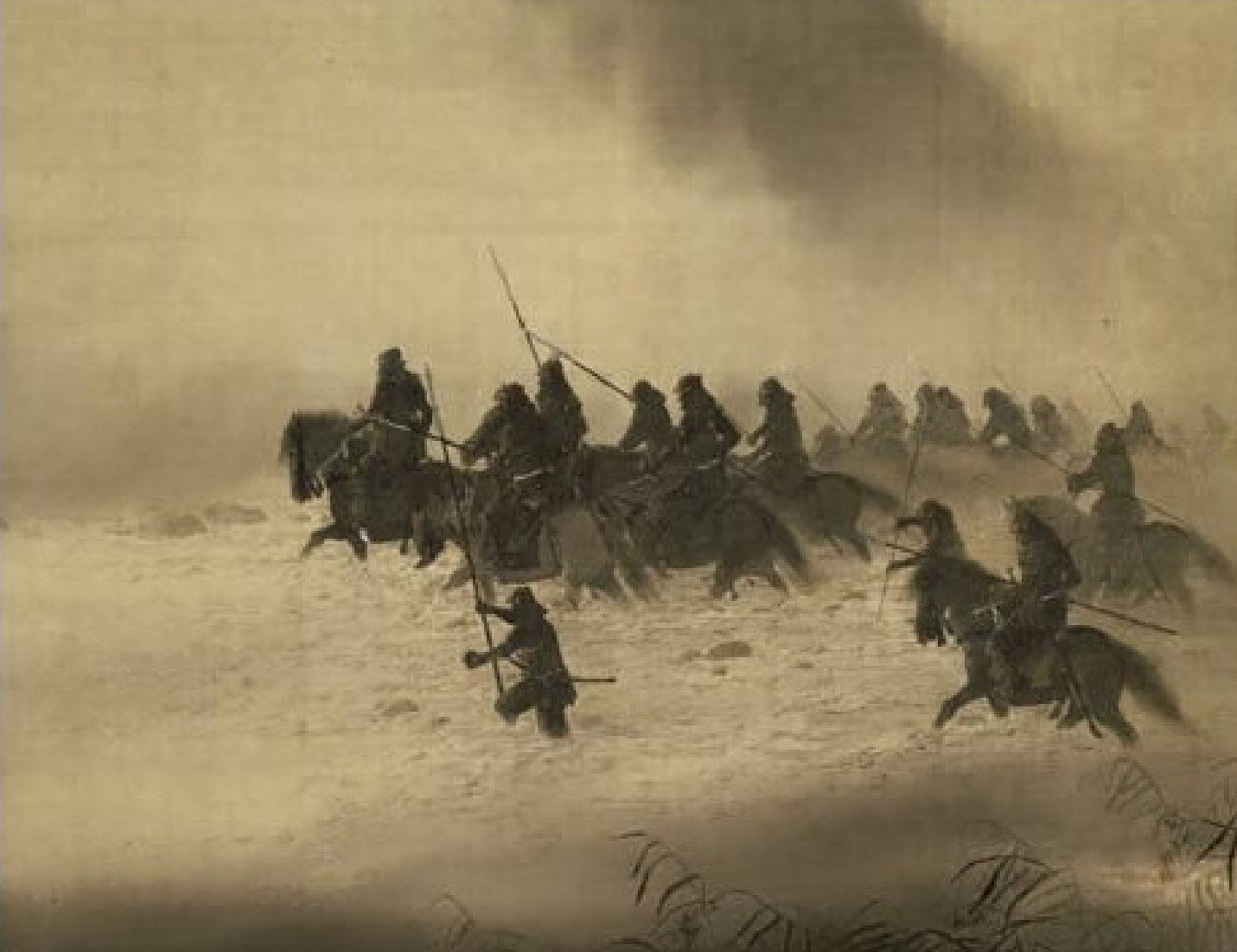
Kenshinko